# Häissä
Häissä è il terzo singolo del duo rap finlandese JVG (al tempo Jare & VilleGalle) assieme a Märkä-Simo, pubblicato il 27 aprile 2011 da Monsp Records ed estratto dal loro primo album Mustaa kultaa.

## Il disco
Il brano è entrato nelle classifiche nazionali, rimanendoci per 18 settimane, e raggiunse la prima posizione nella classifica dei singoli più venduti nella diciassettesima settimana del 2011. Häissä è stata votata come tormentone dell'estate 2011.
Il singolo è disco d'oro in Finlandia per aver venduto oltre 9000 copie.

## Video
Il video, pubblicato il 18 aprile 2011, mostra il duo cantare in una sala giochi, mentre Märkä-Simo, nell'intermezzo, attende una persona in un locale. Dato che Märkä-Simo attende per niente, decide di raggiungere gli altri, appostati fuori dal locale, per andare assieme alla sala giochi.

## Classifica
| Classifica           | Massima posizione |
| -------------------- | ----------------- |
| Finlandia            | 1                 |
| Finlandia (digitale) | 1                 |